# Irène Assiba d'Almeida
Irène Assiba d'Almeida est une poétesse, traductrice et spécialiste de la littérature béninoise. Elle est professeure de français à l'université d'Arizona aux Etats-Unis.

## Biographie

### Enfance et Formations
Irène Assiba d'Almeida est une béninoise, née à Dakar au Sénégal. Elle effectue ses études primaires au Sénégal puis celles secondaires au collège Notre Dame des Apôtres au Bénin. Irène d'Almeida obtient ensuite un bachelor de l'Université d'Amiens en France et un Master en Philosophie de l'Université d'Ibadan au Nigéria. 
En 1987, elle devient titulaire d'un doctorat à l'Université Emory aux États-Unis. 

### Carrière
Irène d'Almeida écrit et participe à la création d'œuvres littéraires. Elle a notamment collaboré avec Olga Mahougbe à la traduction et la publication en français du roman Flèche de Dieu de Chinua Achebe.
Le premier ouvrage de d'Almeida est Écrivaines africaines francophones. Il a été accueilli comme événement marquant pour les études africaines, féminines et francophones.
Elle est par ailleurs organisatrice de la Conférence de l'Association de littérature africaine de 2010 qui s'est tenue à l'Université de l'Arizona. Les contributions de cette conférence sont publiées sous le titre Eco-imagination : Littératures africaines et diasporiques et durabilité (2013).

## Œuvres
- Karen Gould, « Review of Francophone African Women Writers: Destroying the Emptiness of Silence », Tulsa Studies in Women's Literature, vol. 17, no 1,‎ 1998, p. 165–167 (ISSN 0732-7730, DOI 10.2307/464337, lire en ligne, consulté le 29 novembre 2022)

- (en) Irène Assiba d'Almeida, Éditeur et Janis Alene Mayes, Traducteur, A rain of words : a bilingual anthology of women's poetry in Francophone Africa, University of Virginia Press, 2009 (OCLC 680579586, lire en ligne)
- (en) Irène Assiba Almeida, Éditeur scientifique et John Conteh-Morgan, Éditeur scientifique., "The original explosion that created worlds" essays on Werewere Liking's art and writings, Rodopi, 2010, 363 p. (ISBN 90-420-2971-4, 978-90-420-2971-2 et 978-90-420-2972-9, OCLC 800622400, lire en ligne)

- (en) Irène Assiba d'Almeida, Lucie Viakinnou-Brinson et Thelma Pinto, Eco-imagination : African and diasporan literatures and sustainability, Trenton (N.J.), Africa world Press, impr. 2014, 343 p. (ISBN 978-1-59221-941-4 et 1-59221-941-1, OCLC 897646277, lire en ligne)
- Irène Assiba d'Almeida et Sonia Lee, Essais et documentaires des Africaines francophones : un autre regard sur l'Afrique, Paris, l'Harmattan, 2015, 195 p. (ISBN 978-2-343-05967-9 et 2-343-05967-5, OCLC 911260377, lire en ligne).
- Irène Assiba d'Almeida, Autour de L'enfant noir de Camara Laye : un monde à découvrir, 2018, 220 p. (ISBN 978-2-14-008835-3 et 2-14-008835-2, OCLC 1065538373, lire en ligne)